# Собственный эпизод Баттерса
Собственный эпизод Баттерса (англ. Butters' Very Own Episode) — эпизод 514 (№ 79) сериала «Южный Парк», его премьера состоялась 12 декабря 2001 года.

## Сюжет
Семья Баттерса рушится накануне годовщины, но он сам не понимает, что происходит. Однажды вечером под предлогом купить подарок жене Стив Стотч уходит из дома и, прячась от взгляда прохожих, направляется в очередной поход по непристойным местам (кинотеатр для взрослых и гей-клуб). Линда, узнав об этом, сходит с ума и начинает всё красить, затем она решает, что не сможет «отмыть» Баттерса и решает убить его, а затем повеситься самой. Сына она на машине отправила в реку тонуть. Сама же не успевает покончить с собой: внезапно приходит Стив, сознаётся во всём и просит прощения. Тем временем оказывается что машина с Баттерсом не утонула, а поплыла по течению, как предположил Баттерс, в сторону Денвера. Она упирается в камни и Баттерс, живой и невредимый, оказывается в неизвестной местности, но не отчаивается и решает доехать до дома автостопом, останавливает какого-то дальнобойщика и продолжает путь с ним. Баттерс заболтал водителя, и тот высадил его. Дойдя до какого-то города, Баттерс встречает старика-механика, который подсказывает ему путь до Саут-Парка и дальше Баттерс идёт по лесу домой.
Линда и Стив для сокрытия «преступления» объявляют, что их сына украли грабители («какой-то пуэрториканец»). Их пытается заманить сообщество людей, убивших своих родственников, в их числе О. Джей Симпсон (и обвинивших в этом «какого-то пуэрториканца»), однако они понимают, что тут что-то нечисто.
Тем временем Баттерс, насытившись приключениями, возвращается домой в нетерпении сходить в ресторан по случаю годовщины, частично подслушивает разговор родителей о «лжи» и позволяет себе наставить их на правильный путь.
Родители Баттерса публично каются.

## Персонажи
В этом эпизоде впервые появляется старик-автомеханик: он рассказывает Баттерсу о страшной дороге, по которой ему предстоит пойти.

## Проблемы, поднятые в эпизоде
- В серии появляется О. Дж. Симпсон — известный американский футболист, обвиненный в 1995 году в убийстве своей бывшей жены и её любовника, где вина его была очевидной для всех, однако сильный адвокат сумел добиться оправдательного приговора.
- Также в серии появляется пара Джона и Патрисии Рэмси, родителей Джонбенет Рэмси. Погибшая в 1996 году девочка была задушена и найдена в подвале дома родителей через 8 часов после заявления о её пропаже. Дело приобрело мировую известность, поскольку шестилетняя Джонбенет была участницей и победительницей детских конкурсов красоты. Расследование продолжалось до 2001 года, однако убийца так и не был найден. Все это время родители вели себя двусмысленно: давали противоречивые показания, отказывались разговаривать с полицией, признавали, а затем отрицали принадлежность некоторых найденных улик, иногда откровенно лгали. Общественное мнение возложило вину на членов семьи — мать, отца и старшего брата, несмотря на то, что единственная найденная биологическая улика в 2008 году после теста ДНК не показала принадлежности Джону или Патрисии. Тест ДНК, однако, не проходил брат погибшей Барк. На данный момент дело всё ещё не раскрыто. Семья Рэмси до сих пор настаивает на том, что убийцей был некий «вломившийся в дом человек». Судя по всему, создатели сериала в это также не верят.
- Кроме того, пародируется конгрессмен Гари Кондит, чья любовница-стажер Чандра Леви бесследно исчезла в апреле 2001 года и спустя год была найдена убитой с признаками насильственной смерти. Дело привлекло исключительное внимание. Кондит подвергся обширной критике вследствие отрицаемой им, но очевидной внебрачной связи с юной девушкой, которая была на 2 года младше его дочери, а также его подозрительного поведения - лжи, сокрытия информации, попытки спрятать какие-то вещи. Шумиху вокруг дела прервала трагедия 11 сентября, поэтому до конца своего срока в Конгрессе Кондит досидел, однако проиграл выборы на следующий срок. Фактически его карьера была окончена, несмотря на то, что обвинения официально ему так и не выдвинули. В 2009 году в убийстве был признан виновным ранее судимый сальвадорец Ингмар Гуандиг. Несмотря на то, что его ДНК совпало с оставленным на одежде жертвы, семья убитой и значительная часть общественности считает виновником Кондита. Ингмар утверждал, что Кондит заплатил ему за убийство девушки.
- Таким образом, Линда и Стивен Стотч оказываются в компании убийц, долгое время лгущих о том, что их близких убил «какой-то пуэрториканец». Возможно, осознание того, на кого они стали похожи, пугает их даже больше, чем сам факт убийства Баттерса.

## Пародии
- Любовь всех детей к игроку в американский футбол Джону Илуэю проявляется и в этом эпизоде: о любви к нему Баттерса поётся в заставочной песне, и там же показан кадр, где он держит фото Илуэя в руках.
- Один из моментов эпизода пародирует фильм «Хищник»: в момент, когда Баттерс возвращается домой и идёт сквозь страшный лес, на его голове появляется характерный треугольный лазерный прицел Хищника и показывается вид из глаз Хищника в инфракрасном спектре.
- Когда Стив Стотч тайком проникает в мужскую баню, в спортзале этого заведения играет песня Sonique «It feels so good».
- Сцена в ресторане, когда О. Дж. Симпсон, семья Рэмси и Гари Кондит начинают скандировать «Они одни из нас» (Gooble-Goble gooble-goble, one of us, one of us!), это пародия на сцену свадебного банкета из фильма ужасов «Уродцы» 1932 года.